# Pestalotia caroliniana
Pestalotia caroliniana är en svampart som beskrevs av Guba 1961. Pestalotia caroliniana ingår i släktet Pestalotia och familjen Amphisphaeriaceae.   Inga underarter finns listade i Catalogue of Life.